# Maiunîci, Volodîmîreț
Maiunîci (în ucraineană Маюничі) este un sat în comuna Balahovîci din raionul Volodîmîreț, regiunea Rivne, Ucraina.

## Demografie
Componența lingvistică a localității Maiunîci
     Ucraineană (100%)
Conform recensământului din 2001, toată populația localității Maiunîci era vorbitoare de ucraineană (100%).